# Joker (film din 2019)
Joker este un thriller psihologic american, bazat pe personajul cu același nume creat la DC Comics, avându-i în rolurile principale pe Joaquin Phoenix și Robert De Niro.